# Staudenbeet

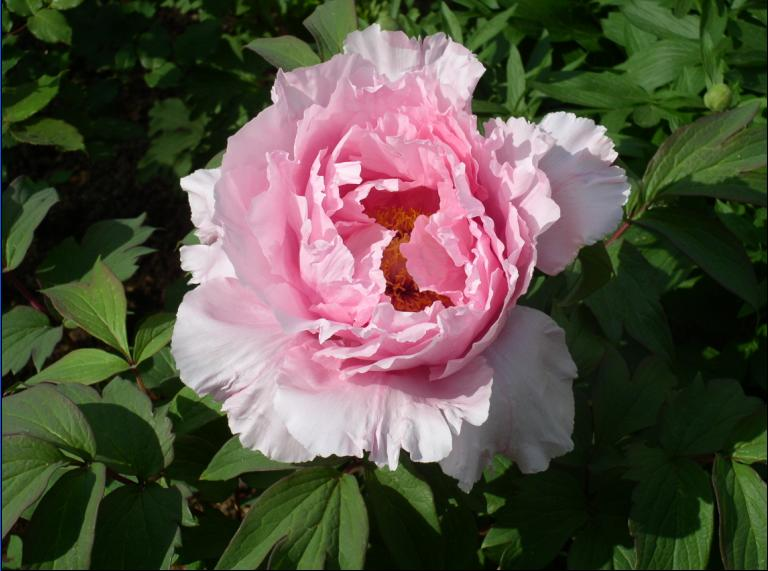
Pfingstrosenblüte – Pfingstrosen sind vor allem in Bauerngärten Bestandteil eines Staudenbeets

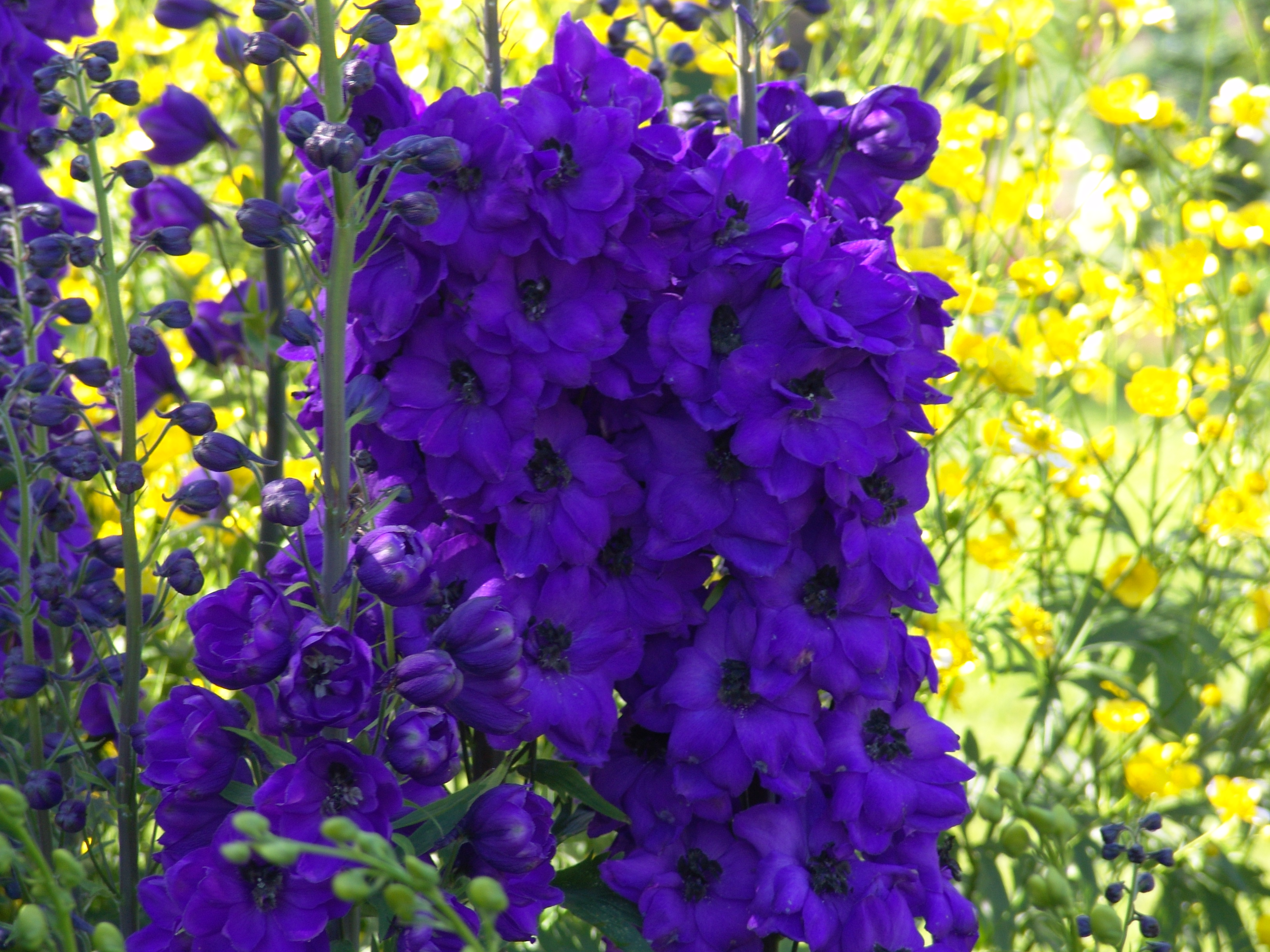
Rittersporne zählen gleichfalls zu den klassischen Staudenbeetpflanzen

Als Staudenbeet bezeichnet man im Gartenbau ein Beet oder eine Rabatte, die ausschließlich oder überwiegend mit Stauden bepflanzt sind. Unter Stauden versteht man dabei mehrjährige, krautige Pflanzen, deren oberirdische Teile im Herbst ganz oder teilweise absterben. Kennzeichnend für sie ist, dass sie ihre Nährstoff- und Wasserreserven in unterirdischen Speicherorganen einlagern. Nach diesem Entscheidungskriterium  zählen auch die Zwiebel- und Knollenpflanzen zu den Stauden. Gärtnerisch werden diese Geophyten jedoch nicht als Staude behandelt.

## Bepflanzung
In einem Staudenbeet im engeren Sinne werden ausschließlich Stauden gepflegt. In großen Beeten ist dabei meist das Ziel, über die gesamte Wachstumsperiode Blüten zu haben. In kleineren Rabatten wird versucht, einen Blütenhöhepunkt zu erzielen. Die Standortanforderungen sind sehr unterschiedlich und abhängig davon, welche Art von Stauden gepflegt werden sollen. Typische Staudenpflanzen sind zum Beispiel die Glattblatt-Aster, der Rittersporn, Pfingstrosen und Stauden-Phlox. Auch bei einem Steingarten kann es sich um ein Staudenbeet handeln. Dann werden Arten wie Steintäschel, Steinkraut, Blaukissen, Karpaten-Glockenblume und Sempervivum-Arten gepflegt.
In weniger puristisch angelegten Staudenbeeten werden auch Zwiebelpflanzen wie etwa Narzissen, Tulpen und Hyazinthen gepflegt. Ziel der Anpflanzung dieser Frühjahrsblüher ist es, auf diese Weise schon sehr früh im Jahr einen ersten Blütenhöhepunkt zu erreichen. Wenn die Blüten verwelkt sind und die Blätter dieser Frühjahrsblüher vergilben, überdecken die heranwachsenden Stauden die verwelkenden Blumen. Eine besonders gelungene Zusammenstellung sind in diesem Sinne Narzissen und Taglilien. Zu dem Zeitpunkt, zu dem Narzissen verblühen und die Narzissenblätter vergilben, erleben Taglilien einen Wachstumsschub.

## Arten von Stauden
Die Anzahl der Stauden wird gärtnerisch in verschiedene Gruppen unterteilt. Dies hilft, die geeigneten Stauden für ein Staudenbeet mit besonderen Standortbedingungen zu finden:
- Waldstauden
- Gehölzrandstauden
- Freiflächenstauden
- Steingartenstauden
- Alpine Stauden
- Prachtstauden
- Uferstauden